# Festen for Bropengenes Afskaffelse ved Limfjordsbroen
|  | Denne artikel er oprettet af botten Steenthbot ud fra en ekstern database. Den kan derfor have sproglige fejl eller mangler. Denne skabelon kan fjernes efter kontrol af indholdet. |

Festen for Bropengenes Afskaffelse ved Limfjordsbroen er en dansk dokumentarisk optagelse fra 1935.

## Handling
Frem til 1935 var Limfjordsbroen, som blev indviet 30. marts 1933, betalingsbro. Hele Aalborg fejrer, at brooverfarten nu bliver afgiftsfri. Et banner markerer med ordene: Du kan gaa eller hoppe, cykle og køre - nu koster det ikke een eneste Øre.